# آرتور سامسون
آرتور سامسون (انگلیسی: Arthur Samson; ۱۴ اکتبر ۱۸۹۷ – 1980 (aged 82)) بازیکن فوتبال اهل بریتانیا بود.
از باشگاه‌هایی که در آن بازی کرده‌است می‌توان به باشگاه فوتبال بیرمنگام سیتی اشاره کرد.